# Valerio Bacigalupo
Valerio Bacigalupo (Vado Ligure, 12 de março de 1924 — Superga, 4 de maio de 1949) foi um futebolista italiano que jogava como goleiro. Conseguiu maior destaque pelo Torino, onde atuou por 4 anos.
Fez parte do Grande Torino, como ficou conhecida a equipe, considerada uma das melhores da história, cujos atletas acabaram morrendo tragicamente na tragédia de Superga.

## Carreira
Após defender o Savona (clube onde iniciou sua carreira, em 1942) e o Genoa (nos dois clube, participou em 20 partidas por cada um), Bacigalupo assinou com o Torino por 160 mil liras italianas. Seu irmão mais velho, Manlio, que também era goleiro, foi decisivo para que o atleta, então com 21 anos, escolhesse o Toro, acreditando que aquela equipe ganharia maior importância nos anos seguintes.
Entre 1945 e 1949, Bacigalupo envergou a camisa granata em 147 partidas. Em sua homenagem, o estádio da cidade de Savona, onde Valerio iniciara a carreira futebolística, foi batizado com o nome do goleiro.
Antes da tragédia, Bacigalupo havia defendido a seleção da Itália em 5 oportunidades, estrando contra a Tchecoslováquia, em dezembro de 1947. Era um nome praticamente certo na lista de convocados para a Copa de 1950. A base da seleção na época era o time do Torino, sendo dos dezoito mortos, nove convocados regularmente para a seleção, além de um francês (Émile Bongiorni) e um tcheco (Julius Schubert, que era húngaro de nascimento), que também eram convocados constantemente para suas seleções.

## Títulos
Torino
- Serie A: 1945–46, 1946–47, 1947–48, 1948–49